# Evangeliario d'oro di Enrico III

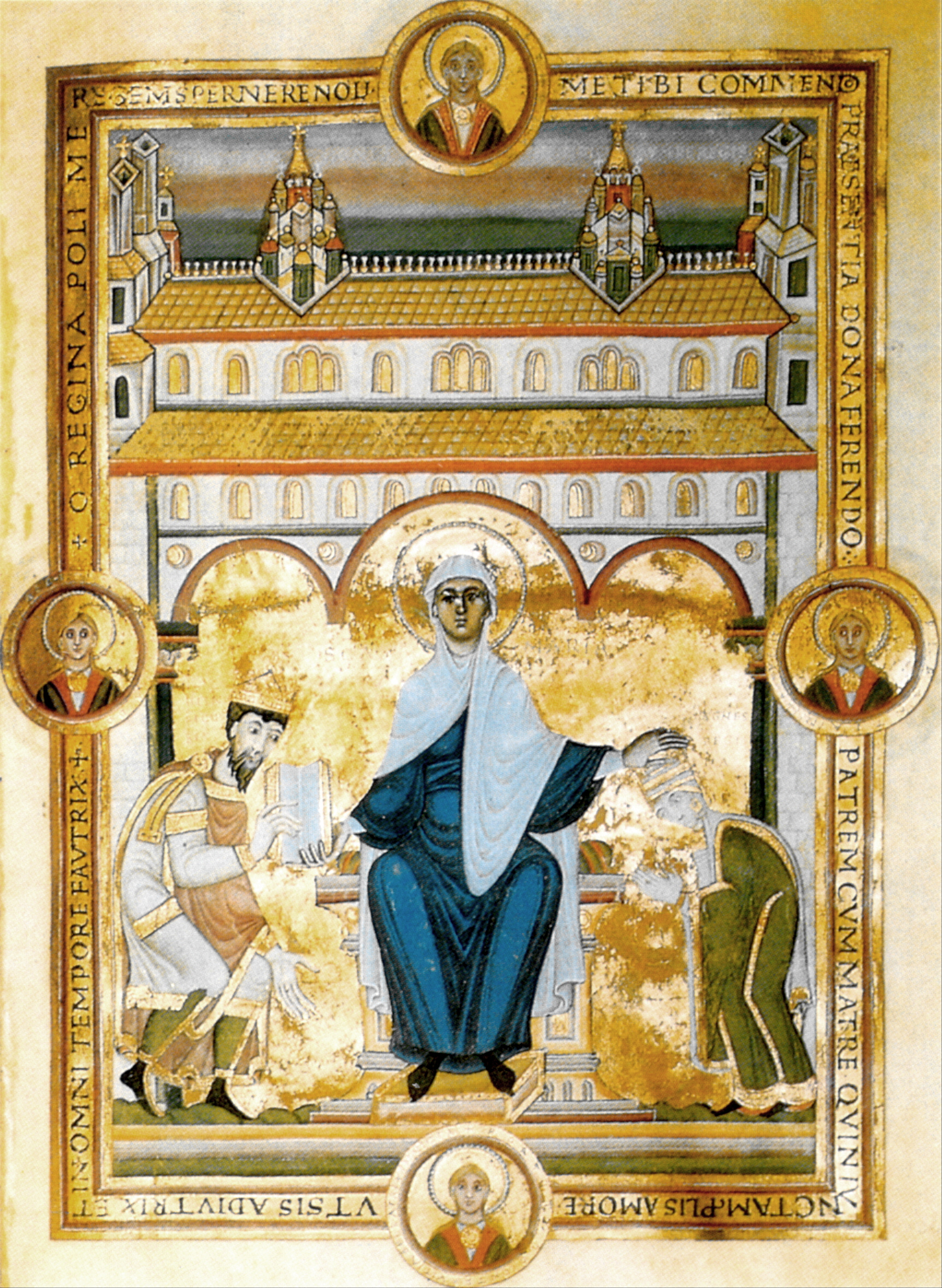
Folio 3 - La Vergine Maria benedice Enrico III, Imperatore del sacro Romano Impero e la sua consorte Agnese. Sullo sfondo la cattedrale di Spira

L'Evangeliario d'oro di Enrico III è un evangeliario miniato dell'XI secolo.
In latino è detto Codex Aureus Spirensis e in tedesco Speyerer Evangeliar (perché proviene da Spira). È poi conosciuto anche come Codex Aureus Escorialensis, perché è custodito alla Real Biblioteca del Monasterio de San Lorenzo dell'Escorial (Codex Vitrinas 17).
Contiene le versioni in volgare dei quattro vangeli e le prefazioni, comprese le tavole del canone eusebiano. Fu probabilmente realizzato nell'abbazia di Echternach con il patrocinio di Enrico III, imperatore del Sacro Romano Impero. Nel 1046 Enrico donò il manoscritto alla cattedrale di Spira per celebrare la dedicazione dell'altare maggiore della cattedrale.
Il manoscritto è composto da 171 fogli di 500 mm x 335 mm ed è riccamente miniato. Contiene 13 miniature a pagina intera e 43 miniature a mezza pagina, 12 pagine decorate di tavole canoniche e oltre 40 pagine decorate con iniziali a mezza pagina.
L'evangeliario diventò proprietà di Massimiliano I e in seguito passò nei Paesi Bassi come proprietà della figlia di Massimiliano, Margherita e della nipote Maria. Nei Paesi Bassi il manoscritto fu utilizzato da Erasmo. Successivamente fu acquistato da Filippo II, re di Spagna, che lo donò al monastero di El Escorial.
Dal punto di vista stilistico, è affine con la cosiddetta Bibbia dell'Imperatore, attualmente conservata presso la Biblioteca universitaria di Uppsala, in Svezia.